# Харин, Станислав Николаевич
Станислав Николаевич Харин — советский и казахстанский математик, доктор физико-математических наук (1990), профессор, академик НАН РК.

## Биография
Родился 4 декабря 1938 года в Каскелене.
Окончил среднюю школу в Воронеже (1956, с золотой медалью), механико-математический факультет Казахского государственного университета им. С. М. Кирова (1961, с отличием) и аспирантуру там же при кафедре уравнений математической физики (1964). В 1968 г. защитил кандидатскую диссертацию:
- Тепловые процессы в электрических контактах и связанные с ними сингулярные интегральные уравнения : диссертация … кандидата физико-математических наук : 01.00.00. — Алма-Ата, 1968. — 131 с. : ил.

С 1964 г. в Институте математики АН Казахстана (до 1965 г. Сектор математики и механики АН КазССР), с 1969 г. по 1980 г. старший научный сотрудник Лаборатории уравнений математической физики (ЛУМФ), в 1980—1994 гг. замдиректора по научной работе и зав. лабораторией уравнений математической физики.
- 1994—1996 академик-секретарь Отделения физико-математических наук и член Президиума Национальной академии наук Казахстана,
- 1996—2001 сопредседатель Комитета (с казахстанской стороны) по научно-техническому сотрудничеству между Республикой Казахстан и Исламской Республикой Пакистан,
- 1996—2001, 2003—2005 профессор GIK Institute of Engineering Sciences and Techmology (Топи, Пакистан),
- 2001—2003 профессор Univerғity of the Weғt of England (Бристоль, Англия),
- с 2005 профессор Казахстанско-Британского технического университета,
- с 2010 заместитель председателя Отделения физики, математики и информатики НАН РК.

Научные интересы: математическое моделирование теплофизических и электромагнитных явлений.
Разработал:
- новые методы решения задач со свободными границами для уравнений теплопроводности на базе специальных функций, тепловых потенциалов и сингулярных интегральных уравнений.
- математические модели электромагнитных и температурных полей в электрических контактах;
- модели контактных термоэлектрических эффектов; тепловая теория контактной мостиковой эрозии.

Доктор физико-математических наук (1990), профессор (1991). Докторская диссертация", защищена в Институте теплофизики Сибирского Отделения АН СССР (Новосибирск):
- Математические модели теплофизических процессов в электрических контактах : диссертация … доктора физико-математических наук : 01.04.14 / Ин-т теплофизики СО АН СССР. — Алма-Ата, 1989. — 442 с. : ил.

Член-корреспондент (1994), академик (2001) НАН РК. Иностранный член Академии наук Пакистана (1999).
Автор свыше 200 публикаций, в том числе 3 монографий, получил 12 авторских свидетельств на изобретения.
Награжден золотой медалью ВДНХ СССР за изобретение электрического коннектора СР-063 (1981); знаком «Изобретатель СССР» (1982). Лауреат Международной премии Хольма (2016).
Сочинения:
- Излучение газоразрядной плазмы / К. К. Намитоков, П. Л. Пахомов, С. Н. Харин. — Алма-Ата : Наука, 1984. — 302 с. : ил.; 22 см.
- Математические модели тепловых процессов в электрических контактах [Текст] / Е. И. Ким, В. Т. Омельченко, С. Н. Харин ; АН КазССР, Ин-т математики и механики. — Алма-Ата : Наука, 1977. — 236 с. : ил.; 22 см.